# Tôm càng sông
Tôm càng sông hay còn gọi là tôm chà (Danh pháp khoa học: Macrobrachium nipponensis) là một loài tôm nước ngọt trong họ Palaemonidae, chúng thuộc chi tôm càng nước ngọt (cùng tôm riu hay tép riu, tôm càng xanh). Chúng là một loài phổ biến ở các con sông ở Việt Nam.

## Đặc điểm

### Mô tả
Tôm có hình dáng tương tự như tôm càng xanh nhưng kích cỡ bé hơn, màu sắc cơ thể và đôi càng thường có màu vàng hoặc sẫm. Khi nhỏ, tôm càng sông và tôm riu cùng cỡ vẫn phân biệt được, vì tôm càng sông cơ thể dài và chân bò phát triển hơn. Chúng thành thục và sinh sản sau 5 - 6 tháng, cơ thể dài 5 – 9 cm, trọng lượng 10 - 15 gam/con (80 - 100 con/kg), con đực có 2 càng phát triển và kích thước lớn hơn con cái.

### Tập tính
Tôm phân bố hầu hết ở các ao hồ nước ngọt và nước lợ có độ muối thấp. Tôm thường kiếm ăn ban đêm ở tầng đáy, thức ăn là nguyên sinh động vật, giun, giáp xác nhỏ, ấu trùng, côn trùng, mảnh vụn thức ăn, mùn bã hữu cơ. Khi kiếm mồi, chúng có tính tranh giành thức ăn cao và có thể ăn thịt lẫn nhau khi đói.
Tôm giao vĩ và sinh sản tự nhiên suốt mùa hè tại miền Bắc và sinh sản quanh năm ở miền Nam. Tôm cái sinh sản mỗi lần 1.600 - 2.000 trứng, khoảng cách giữa 2 lần đẻ 15 - 20 ngày. Khi tôm đẻ xong, trứng được giữ ở chân bơi dưới bụng, nở thành ấu trùng sau 10 - 15 ngày, sau đó ấu trùng rời mẹ, sống độc lập và phát triển qua các lần lột xác.

## Dinh dưỡng
- Tiêu hóa
+ Tôm ăn tạp, hoạt động về đêm.
+ Thức ăn, được tiêu hóa ở dạ dày, hấp thụ ở ruột.
- Hô hấp: thở bằng mang
- Bài tiết: qua tuyến bài tiết.

## Cấu tạo ngoài
-Cơ thể gồm hai phần: phần đầu và ngực gắn liền (dưới giáp đầu - ngực) và phần bụng
-Vỏ:
+ Cấu tạo bằng chitin ngấm canxi
=> Cứng có tác dụng che chở và là chỗ bám cho cơ
+ Có chứa sắc tố giúp tôm càng sông có màu sắc của môi trường.

## Sinh sản
Tôm phân tính: Đực, cái phân biệt rõ. Khi đẻ, tôm cái dùng các đôi chân bụng ôm trứng. Trứng tôm nở thành ấu trùng, lột xác nhiều lần mới cho tôm trưởng thành.

## Giá trị

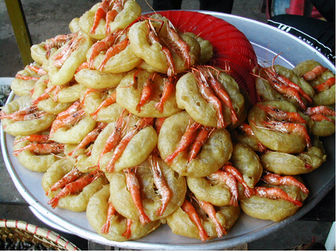
Bánh tôm Hồ Tây

Tôm càng sông là loài bản địa có khả năng thích nghi cao với môi trường. Khi nuôi, tôm càng sông lớn nhanh, ít bệnh tật; có thể thả giống một lần thu hoạch quanh năm.
Giá trị thực phẩm. Chúng là một trong những loại thực phẩm phổ biến nhất ở Việt Nam, được bán quanh năm ở các chợ nông thôn cũng như thành thị dưới dạng tôm tươi, tôm khô. Thịt tôm mềm, thơm ngon, vị ngọt, tính lành và giàu calci, có thể chế biến thành nhiều món ưa thích.